# Écoute appréciative
L’ Écoute appréciative est un type de comportement d’écoute où l’auditeur recherche des informations qu’il appréciera, par exemple ce qui l’aidera à répondre à ses besoins et à atteindre ses objectifs. On utilise l’écoute appréciative lorsqu’on écoute de la bonne musique, poésie ou même encore les discours vibrants d’un grand leader,.
L’écoute appréciative inclut l’écoute de la musique que l’on aime, des artistes que l’auditeur aime écouter à cause de leur style et des choix des films et des programmes de télévision que l’auditeur regarde, les programmes radio, les pièces de théâtre et les comédies musicales au théâtre. Contrairement à l’écoute informative ou l’écoute influencée par les relations entretenues avec les autres, l’écoute appréciative ne repose pas sur le message de l’orateur, c’est comme cela que l’on répond en tant qu’auditeur. Notre appréciation de ce que l’on entend variera selon nos goûts individuels mais sera aussi affectée par trois facteurs différents :

## Présentation
Il y a plusieurs facteurs différents qui incluent la présentation incluant le moyen, la mise en place, le style et la personnalité d’un présentateur. Bien sûr  cela fonctionne dans les deux sens et de même  vous aurez été fascinés par les autres à cause de la force de leur personnalité et du style dans lequel ils délivrent leurs messages.
L’environnement peut aussi influencer notre appréciation de la présentation. Le lieu où l’on s’assoit, la température, la clarté et le volume du son vont avoir une influence sur la qualité de la représentation.

## Perception
La perception est un facteur important dans l’écoute appréciative. Lorsqu’on est exposé à différentes expériences, nos perceptions peuvent changer, telles que les goûts musicaux de chacun. Nous avons besoin d’écouter plusieurs genres musicaux afin d’avoir une préférence pour un genre par rapport à d’autres genres et les apprécier. Les attentes de quelqu’un peuvent affecter notre perception.
La perception et les attentes  d’un individu sont déterminées par ses attitudes qui déterminent comment il ou elle réagit et interagit avec le monde dans lequel il ou elle vit.

## Expériences antérieures
Certaines de nos perceptions sont clairement influencées par d’anciennes expériences et ont un impact sur le fait qu’on aime écouter quelque chose ou non, ou si nous sommes prêts à l’écouter. Le fait que nos souvenirs soient plaisants ou déplaisants affectera notre appréciation. Cependant, il est important de rester ouvert à de nouvelles expériences afin de développer nos capacités d’écoute appréciative.